# بايكيت (كراسنويارسك كراي)
بايكيت (بالروسية: Байкит) هي قرية في كراسنويارسك كراي في روسيا. يبلغ عدد سكانها حوالي 4070 نسمة.

## المناخ
يظهر الجدول التالي التغييرات المناخية على مدار السنة لبايكيت:
| البيانات المناخية لـبايكيت         | البيانات المناخية لـبايكيت | البيانات المناخية لـبايكيت | البيانات المناخية لـبايكيت | البيانات المناخية لـبايكيت | البيانات المناخية لـبايكيت | البيانات المناخية لـبايكيت | البيانات المناخية لـبايكيت | البيانات المناخية لـبايكيت | البيانات المناخية لـبايكيت | البيانات المناخية لـبايكيت | البيانات المناخية لـبايكيت | البيانات المناخية لـبايكيت | البيانات المناخية لـبايكيت |
| الشهر                              | يناير                      | فبراير                     | مارس                       | أبريل                      | مايو                       | يونيو                      | يوليو                      | أغسطس                      | سبتمبر                     | أكتوبر                     | نوفمبر                     | ديسمبر                     | المعدل السنوي              |
| ---------------------------------- | -------------------------- | -------------------------- | -------------------------- | -------------------------- | -------------------------- | -------------------------- | -------------------------- | -------------------------- | -------------------------- | -------------------------- | -------------------------- | -------------------------- | -------------------------- |
| المتوسط اليومي °م (°ف)             | −30.8 (−23.4)              | −26.8 (−16.2)              | −14.3 (6.3)                | −4.5 (23.9)                | 3.8 (38.8)                 | 12.6 (54.7)                | 17.0 (62.6)                | 12.7 (54.9)                | 5.4 (41.7)                 | −5.5 (22.1)                | −18.9 (−2.0)               | −28.2 (−18.8)              | −6.5 (20.4)                |
| الهطول مم (إنش)                    | 27.7 (1.09)                | 19.8 (0.78)                | 21.3 (0.84)                | 27.1 (1.07)                | 42.4 (1.67)                | 50.3 (1.98)                | 53.0 (2.09)                | 83.2 (3.28)                | 59.0 (2.32)                | 50.6 (1.99)                | 49.5 (1.95)                | 34.1 (1.34)                | 518 (20.4)                 |
| متوسط أيام هطول الأمطار (≥ 1.0 mm) | 10.1                       | 6.8                        | 6.5                        | 6.7                        | 9.0                        | 9.4                        | 8.0                        | 11.6                       | 10.7                       | 12.6                       | 13.2                       | 11.3                       | 115.9                      |
| ساعات سطوع الشمس الشهرية           | 32                         | 96                         | 166                        | 215                        | 236                        | 266                        | 289                        | 186                        | 115                        | 66                         | 44                         | 15                         | 1٬726                      |
| المصدر: NOAA (1961-1990)           |                            |                            |                            |                            |                            |                            |                            |                            |                            |                            |                            |                            |                            |